# ジェイムズ・ヘリオット

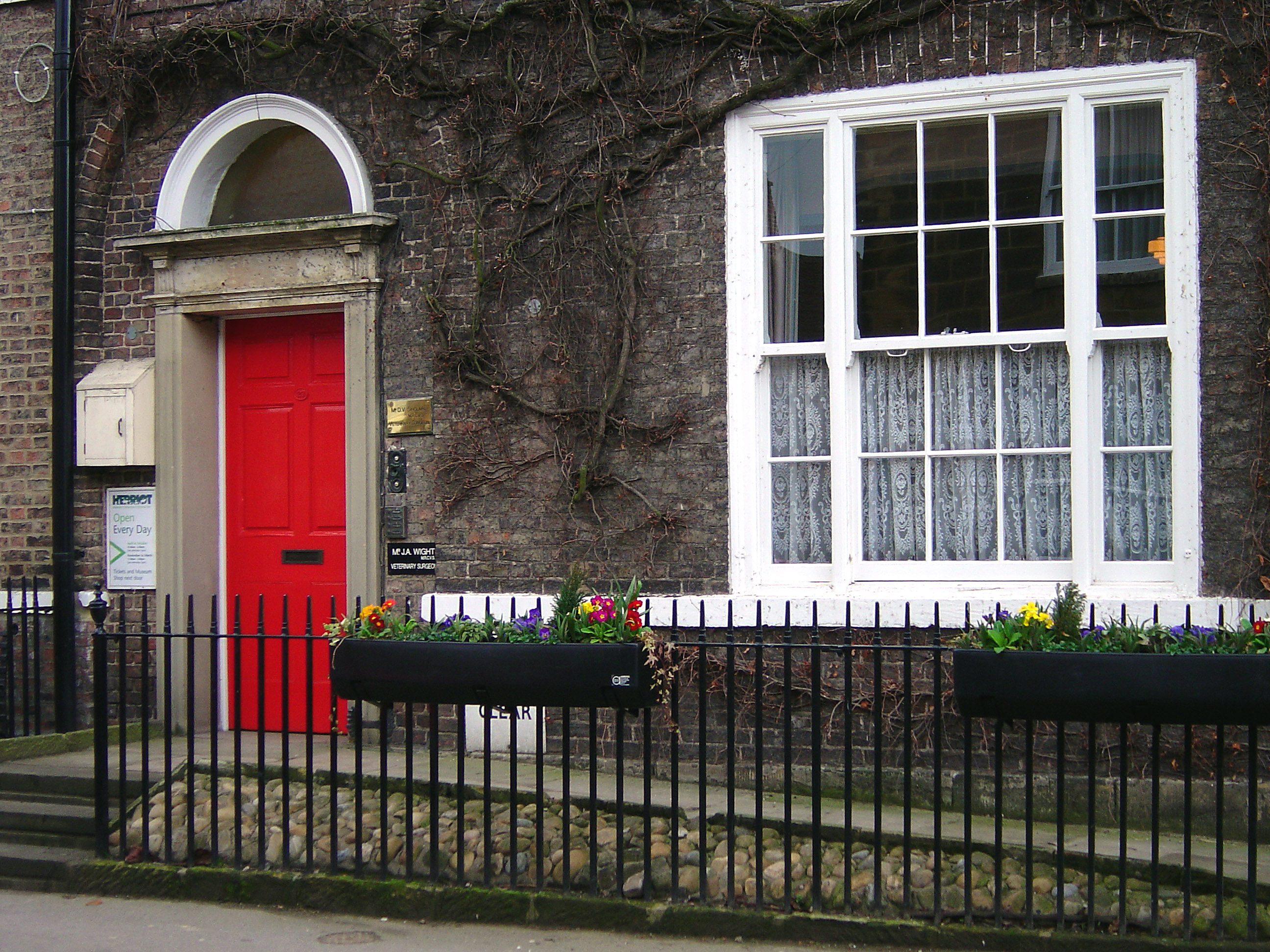
ジェイムズ・ヘリオット

ジェイムズ・ヘリオット（James Herriot, 1916年10月3日 - 1995年2月23日）は、イギリスの作家、獣医。
本名、ジェイムズ・アルフレッド・ワイト(James Alfred Wight)。

## 来歴
イングランドのサンダーランド生まれで、生後すぐにスコットランドのグラスゴーに移り、その地で育つ。
父は映画館のピアノ奏者、母は歌手だった。1939年にグラスゴー獣医大学を卒業する。
1940年、ノースヨークシャーの田舎町・サースクに赴いて獣医となり、以降、生涯をその地でおくる。なお、第二次世界大戦中は英空軍に参加していた。
1970年、自身が獣医になったばかりの頃の体験を小説化した自伝的作品『ヘリオット先生奮戦記』（All Creatures Great and Small）の前半部分をイギリスで刊行。この時点の刊行部数は1500部だった。1972年、同作の後半部分（自身が結婚するまで）がイギリスで刊行され、アメリカ合衆国の大手出版社セント・マーティンズ・プレスが2冊を合本として出版したところ、その暖かな人柄を表すユーモラスな文体と、人情味あふれる「古きよき」田舎町での素朴で個性的な人々と動物たちの描写により、世界的なベストセラーとなる。
以降も、自身の体験を元にした自伝的な作品を続けて発表して人気を博した。
また、イギリスでは『ヘリオット先生奮戦記』がBBCによりテレビドラマ化され、これもヒット作品となった。
1995年、前立腺癌のため78歳で死去。死後も、生前の著作からセレクトした本が刊行され、現在でも世界中に愛読者がいる。

## 日本語訳された著書
- 『頑張れヘリオット』（大橋吉之輔訳、文化放送開発センター出版部） 1975、のち改題文庫化『ヘリオット先生奮戦記』（ハヤカワ文庫）
- 『わが動物讃歌 ヨークシャー谷に生きる獣医の記録』（中川志郎監訳、徳間書店） 1978.5、のち改題文庫化『ヘリオット先生の動物家族』（ちくま文庫）
- 『Dr.ヘリオットのおかしな体験』（池沢夏樹訳、集英社） 1978.12、のち文庫
- 『ドクター・ヘリオットの愛犬物語』（畑正憲,ジェルミ・エンジェル訳、集英社） 1988.6、のち文庫『ドクター・ヘリオットの愛犬物語』上
- 『ドクター・ヘリオットの愛犬物語2』（畑正憲,ジェルミ・エンジェル訳、集英社） 1989.11、のち文庫『ドクター・ヘリオットの愛犬物語』下
- 『ドクター・ヘリオットの生きものたちよ』（大熊栄訳、集英社） 1993.12
- 『ドクター・ヘリオットの猫物語』（大熊栄訳、集英社） 1995.11、のち文庫
- 『ドクター・ヘリオットの犬物語』（大熊栄訳、集英社） 1997.12、のち文庫
- 『ドクター・ヘリオットの動物物語』（大熊栄訳、集英社文庫） 2002.12
- 『ドクター・ヘリオットの毎日が奇跡』上・下（大熊栄訳、集英社文庫） 2004.3
- 『私のヨークシャー』（谷山幸子訳、山と渓谷社） 2004
- 『ヘリオット先生とドノバンおばさん』ジェイムズ・ヘリオット【原作】 うえくさけいこ【絵・文】 集英社 2011 - 絵本
- 『ヘリオット先生と動物たちの8つの物語』杉田比呂美【絵】/村上由見子【訳】集英社 2012

## 伝記
- 『ドクター・ヘリオットの素晴らしい人生』上・下（ジム・ワイト、大熊栄訳、集英社） 2006.9